# ジョナサン・ケルツ
ジョナサン・ケルツ（Jonathan Keltz、1988年1月17日 - ）は、アメリカ合衆国の俳優。

## 出演作品
- ダニーのサクセス・セラピー シーズン3（ハッチンソン）
- リーガルに恋して シーズン2
- 21オーバー 最初の二日酔い
- レバレッジ　～詐欺師たちの流儀 シーズン4
- プレイバック
- アントラージュ★オレたちのハリウッド シーズン8（ジェイク）
- コンバット・ホスピタル　戦場救命
- ブレイクアウト・キング シーズン1
- リスナー　心を読む青い瞳 シーズン2
- ＣＳＩ：マイアミ9
- アントラージュ★オレたちのハリウッド シーズン7（ジェイク）
- アントラージュ★オレたちのハリウッド シーズン6（ジェイク）
- ダッドナップ～パパ誘拐計画
- コールドケース5
- アメリカン・パイ in ハレンチ課外授業
- リ・ジェネシス3 バイオ犯罪捜査班
- ミッシング ～サイキック捜査官～ シーズン3